# Handspruta

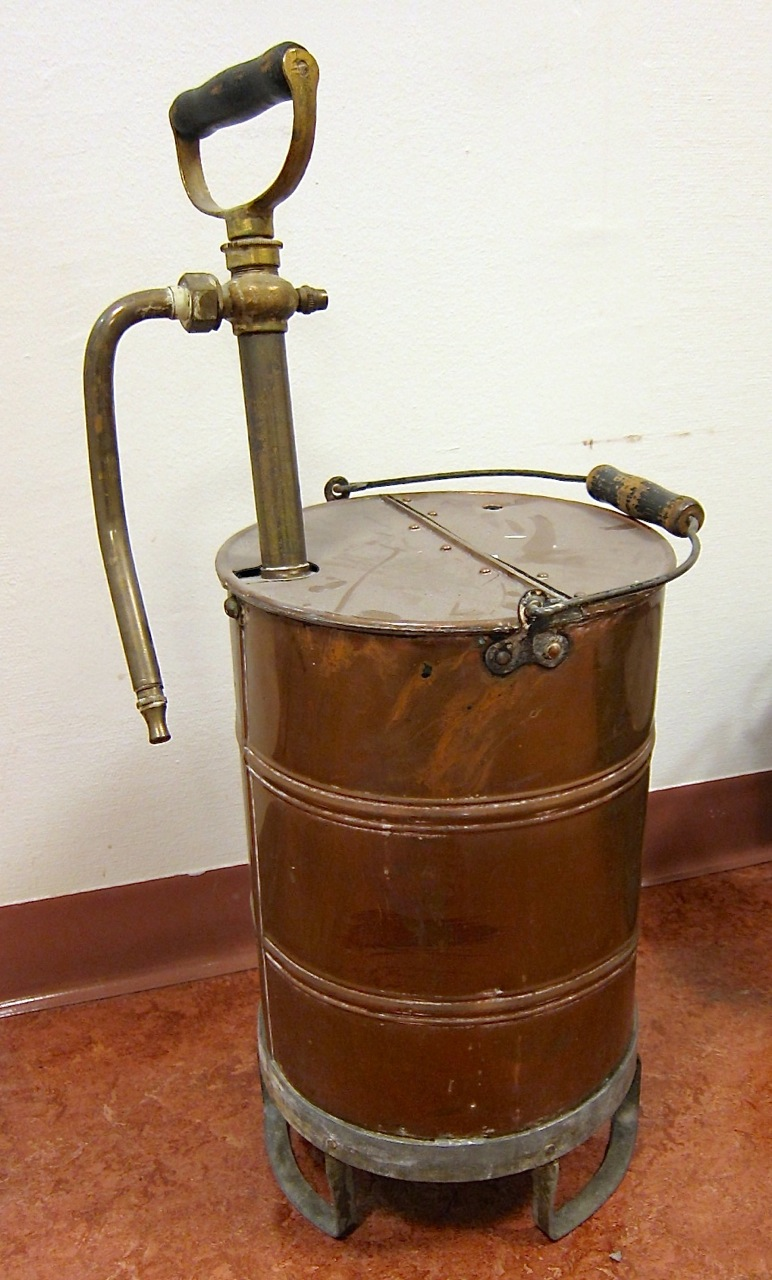
Pytsspruta av koppar.

Handspruta som är en typ av tidig brandspruta kan delas in i flera olika typer eller kategorier
Handtryckspruta är en enkel handpump, som användes vid brandsläckning förr i tiden. Med handtrycksprutan sög man först vatten ur en spann eller liknande och tryckte sedan en vattenstråle mot elden.
Detta gav möjligen en mer riktad vattenmängd mot en yta från ett längre avstånd, än att man kastade en hink med vatten mot elden.
Handspruta kallades också assuransspruta då de var ett krav för brandförsäkring.
Nästa steg i utvecklingen, så placerades handsprutan i en spann,  sk. pytsspruta. De äldsta tillverkades av trä.
De första försöken till enkla handkraftsprutor började tillverkas i Europa under 1500-talet. De krävde fler personer som med sin handkraft pumpade upp vatten till ett fast rör på brandsprutan,  (sk. vändrör) som riktades mot elden. Jan van der Heiden från Holland, brandmästare, uppfinnare och konstnär i Amsterdam tog fram och utvecklade slangen 1672, och därmed föddes (slangsprutan) den "moderna handkraftsprutan". De första slangarna tillverkades av segelduk för att efter några år tillverkas av läder. 
I Sverige kopierades dessa slangsprutor av "Olof Eriksson Thelning" som fick kung Carl XI uppdrag att tillverka sprutorna för försäljning till de större svenska städerna. Han beskrev sin brandspruta i ett tryckt häfte som gavs ut 1682. Denna handkraftspruta pumpades och sköttes av 8-12 man. Tillverkningen var i Stockholm, med fyra anställda. Denna typ av slangspruta kom att dominera utseendet på handkraftsprutor fram till slutet av 1800-talet. Efter denna konstruktion av slangspruta började lokala smeder egen tillverkning av handkraftsprutor.   Från mitten av 1800-talet började en mer industriell tillverkning av handkraftsprutor i Sverige, då oftast som hästdragna handkraftsprutor.

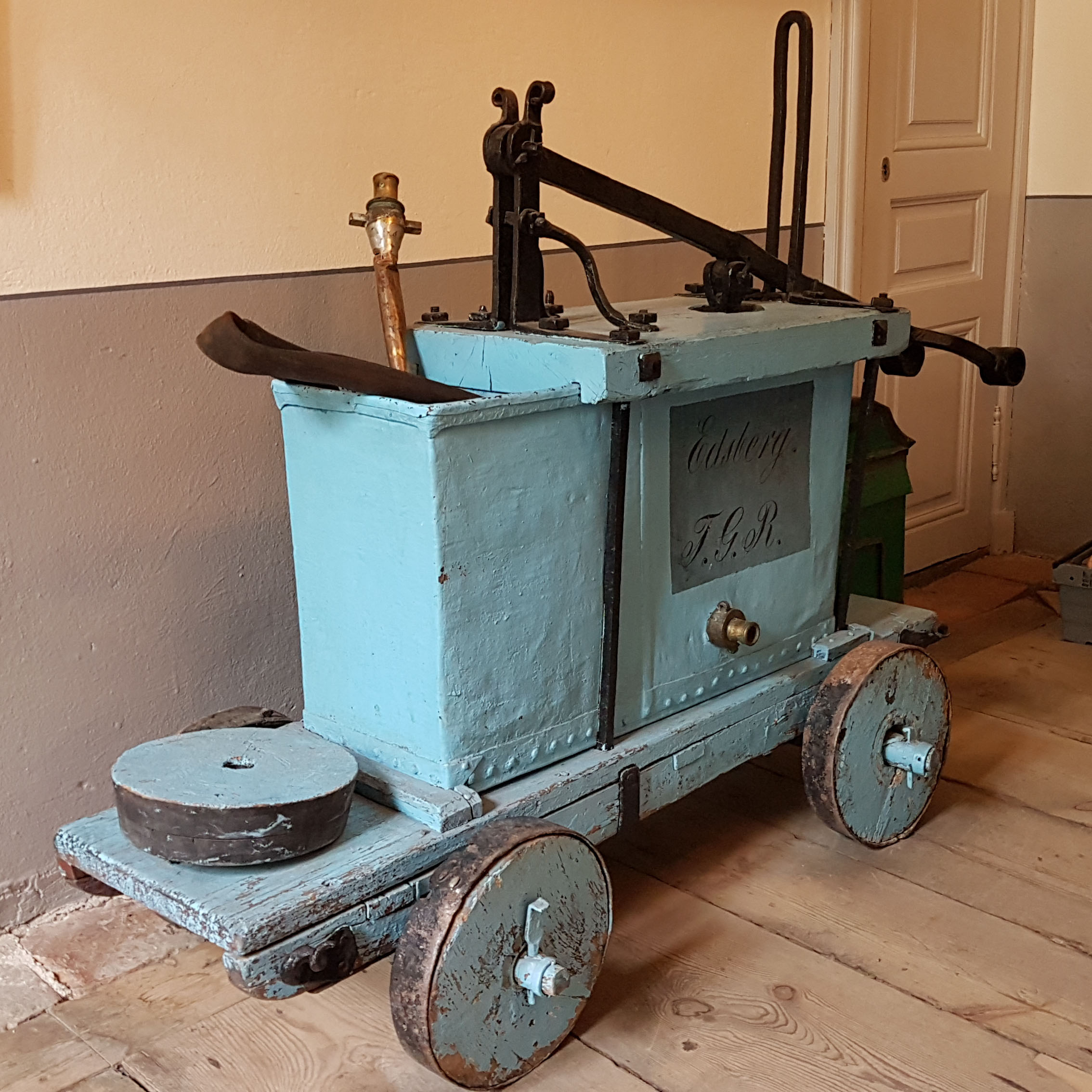
Kärrspruta från ca 1770

Kärrspruta är en handdriven brandspruta som monterats på en kärra så att den kan dras av några man. För större bränder behövdes också en kedja av folk som langade vatten att fylla på behållaren. Uppskattningsvis nådde vattenstrålen 5-7 meter.

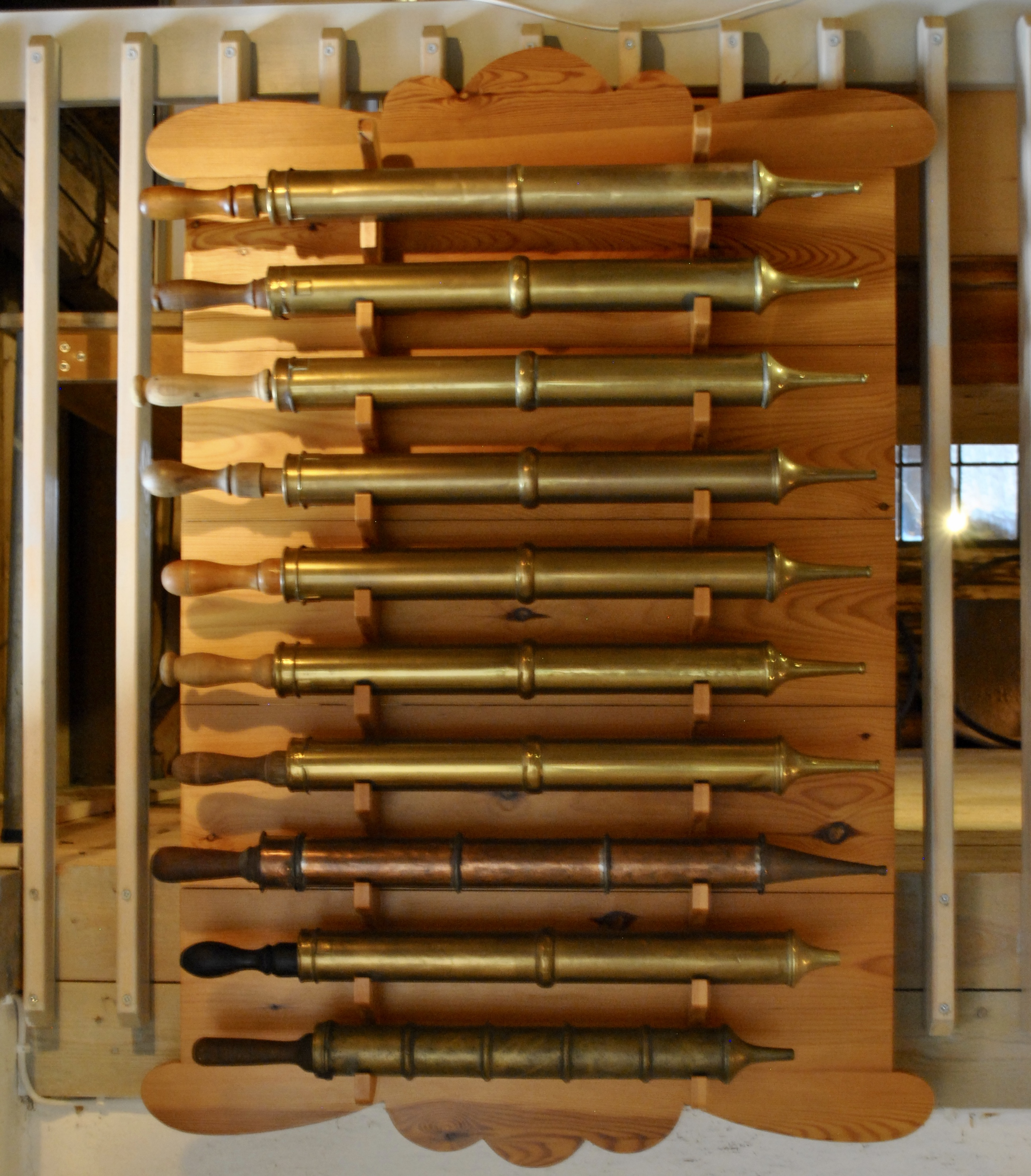
Handtryckssprutor i mässing & koppar.

## Tillverkare av hästdragna handkraftsprutor
- Ekenbergs söner Södertälje
- Holmgrens sprutfabrik
- Ludwigsbergs verkstad
- Viktor Sjöbergs Stockholm